# Brnostolen
Brnostolen (modellnummer MR50) är en sittmöbel, formgiven 1930 av arkitekt Ludwig Mies van der Rohe för Villa Tugendhat i Brno. 
Den baserades på den tidigare Barcelonastolen, formgiven tillsammans med Lilly Reich, vilken i sin tur var inspirerad av Mart Stams verk. Till skillnad från Barcelonastolen hade Brnostolen armstöd, men byggde på en liknande konstruktion av en korsad stålram, i vilken en sittdyna med läderklädsel vilade. Stolen tillverkas än idag och anses som ett av de främsta exemplen på möbelformgivning i modernistisk stil från 1900-talet.